# Spinadesha
Spinadesha är ett släkte av steklar. Spinadesha ingår i familjen bracksteklar.
Kladogram enligt Catalogue of Life:
| Spinadesha | \| \| Spinadesha jacksoni \| \| \| \| \| \| Spinadesha sinica \| \| \| \| |
|            | \| \| Spinadesha jacksoni \| \| \| \| \| \| Spinadesha sinica \| \| \| \| |
|            | Spinadesha jacksoni                                                       |
|            |                                                                           |
|            | Spinadesha sinica                                                         |
|            |                                                                           |